# Wieland Wagner
Wieland Wagner, född 5 januari 1917 i Bayreuth, död 17 oktober 1966 i München, var tillsammans med sin bror Wolfgang ledare för Bayreuthfestspelen mellan 1951 och 1966. Han var son till Winifred och Siegfried Wagner och barnbarn till Richard Wagner, samt barnbarnsbarn till Franz Liszt. Wieland var utbildad målare och musiker. Hans stora bidrag till operakonsten var numera legendariska uppsättningar på 50- och 60-talet där han eftersträvat modernisering av uppförandepraxis för framför allt Wagneroperor, som vid den tiden hanterades mycket konservativt och kitschigt. Wielands scenbild var avskalad/symbolisk med stiliserad dekor. Förutom Bayreuth arbetade han vid andra teatrar, bland annat Stuttgart och Berlin.

## Biografi
Wieland Wagner var det förstfödda barnet till kompositören Siegfried Wagner (son till Richard Wagner) och hans hustru Winifred (född Williams). Han utbildade sig till målare och fotograf och ansvarade tidigt för scenografin vid Festspelen i Bayreuth (1937 Parsifal, 1943 Mästersångarna i Nürnberg). Den 12 september 1941 gifte han sig med Gertrud Reissinger, en före detta klasskamrat och brorsdotter till Hans Reissinger, som han hade varit vän med sedan skoltiden. De fick fyra barn: Iris (1942–2014), Wolf Siegfried (född 1943), Nike (född 1945) och Dapne (född 1946). Sonen Wolf gifte sig senare med Marie Eleanore von Lehndorff-Steinort, syster till fotomodellen Veruschka, vars far Heinrich Graf von Lehndorff-Steinort var inblandad i komplotten att mörda Adolf Hitler den 20 juli 1944.

## Karriär i den nazistiska staten
Winifred Wagners nära vänskap med Hitler gjorde att Wieland som tonåring och ung man kände diktatorn som "Onkel Wolf". Han gick med i Hitlerjugend så tidigt som 1933. År 1937 skapade han scenografier för Parsifal. Joseph Goebbels noterade i sin dagbok den 24 juli: "Starkt dilettantlik." År 1938 gick Wieland Wagner med i NSDAP (medlemsnummer 6 078 301) på Hitlers personliga begäran.
Hitler befriade honom personligen från all militärtjänst under andra världskriget. Wieland Wagner utnyttjade sin tillgång till "Führern" i maktkampen i Bayreuth (mot sin mor, mot den konstnärlige ledaren Heinz Tietjen och scenografen Emil Preetorius). Han var aktiv som nazisternas Gaukulturrat i Bayreuth. Under de så kallade "Krigsfestspelen" 1943/44 skapade han scendekorationen för Mästersångarna i Nürnberg, den enda Wagneropera som spelades i Bayreuth vid den tiden (citat ur programbladet: "Förutom festivalkören kommer Hitlerjugend, BDM och män från SS Standarte Wiking att uppträda på Festivalområdet.") Dessförinnan hade han satt upp Nibelungens ring för första gången 1943 på Landestheater Altenburg. Från september 1944 till april 1945 gjorde Wieland Wagner lättare militärtjänst vid "Institutet för fysisk forskning" i Bayreuth-lägret, där många fångar från koncentrationslägret Flossenbürg tvingades arbeta för att tillverka styrsystem till raketer. Institutet hade grundats av hans svåger Bodo Lafferentz. Han var där ställföreträdande civil chef för underlägret i Bayreuth. Arbetet gjorde det möjligt för honom att undvika att bli inkallad till Wehrmacht för det slutliga försvaret av Tyskland. På institutet byggde han modeller av scenografier och utvecklade nya scenbelysningssystem med hjälp av fången Hans Imhof, en elektrotekniker. Den 8 april begav han sig till Nußdorf vid Bodensjön.

### Karriär i efterkrigstidens Tyskland
Wieland Wagner stannade kvar i den franska ockupationszonen efter krigsslutet. Förmodligen gjorde han detta för att undvika en strängare avnazifieringsprocedur. Det var inte förrän den 13 november 1948 som han återvände och ställdes inför avnazifieringsprocessen. Därigenom dolde han både sin verksamhet i koncentrationslägret och sina nära band till Adolf Hitler, som han hade besökt i december 1944 i rikskansliet i Berlin. Vid avnazifieringsförhöret i Bayreuth den 10 december 1948 klassificerades han som en "Mitläufer" (anhängare), den fjärde och lägsta kategorin av dem som inte frikändes, och dömdes till böter på 100 DM plus rättegångskostnaderna. Hans mor sade: "Wieland borde ha kommit inför Spruchkammer med mig som den skyldige... Att Wieland klarade sig så smidigt... är i grund och botten obegripligt." Heinz Tietjen fällde också nedsättande kommentarer: "Arvtagaren tar över arbetet och den bayerska regeringen faller för den värsta av alla Hitlers hantlangare."
Från och med då var det inte längre tal om Wielands inblandning i det nazistiska systemet. Efter kriget vände han sig helt bort från sitt "bruna" förflutna och utvecklades till en innovativ regissör och scenograf som inte drog sig för att bryta med traditionen och ibland också provocerade medvetet. Sedan starten 1951 var han konstnärlig ledare för Festspelen i Bayreuth, medan hans bror Wolfgang var kommersiell chef. Som den mest kände regissören av Nya Bayreuth avstod Wieland från detaljerad naturalism i sina produktioner. Genom abstraktioner och suggestiv ljusdesign stannade musiken kvar i förgrunden. Handlingen på scenen var expressivt förtätad och underströks endast av ytterst återhållsamma, stiliserade och meningsfulla gester och rörelser. Hans scenstil i Bayreuth blev en modell för operaproduktioner fram till 1970-talet. Wieland Wagner är krediterad som en initiativtagare till Regiteater genom att introducera en ny modern stil till Wagners opera som regissör och designer, genom att ersätta en symbolisk med en naturalistisk iscensättning och fokusera på dramats psykologi.
Wielands långvariga uppsättning av Parsifal från 1951 innehöll många inslag som han senare skulle identifieras med. Efterkrigstidens stramhet och hans eget intresse – influerat av Adolphe Appia – för ljuseffekter ledde till användningen av runda, minimalistiska kulisser upplysta ovanifrån. I Wielands första Siegfried efter kriget representerade jätten Fafner av en nio meter hög staty av en drake som spyr eld. I sin senare uppsättning av operan använde han istället ett par jätteögon, som i tur och ordning plockats ut från den bakåtprojicerade skogen, för att antyda rörelserna hos en enorm varelse som sträcker sig halvvägs nedför Bayreuths kulle. Wielands Mästersångarna utan Nürnberg från 1956 var den symboliska kulmen på hans kampanj för att röra sig bort från naturalismen i Wagners produktion med den medeltida staden representerad av en kullerstensbelagd gata och, ovanför scenen, en boll som antydde ett blommande träd. Wielands minimalism sträckte sig bortom scenmöblerna och rekvisitan. Sångaren som sjöng Gunther i Ragnarök förväntades sjunga framåtlutad i akt 1 tills han kände att hans auktoritet utmanades av Hagen och satte sig upprätt. Det är svårt att tänka sig en större kontrast till traditionellt operaskådespeleri.
Wieland Wagner lyckades vinna över sin tids bästa sångare och dirigenter för sitt arbete. En av hans viktigaste upptäckter var sopranen Anja Silja, som han också hade en kärleksrelation till. Förutom sin farfars verk har han satt upp operor av Christoph Willibald Gluck (Orfeus och Eurydike), Ludwig van Beethoven (Fidelio), Giuseppe Verdi (Aida, Otello), Georges Bizet (Carmen), Richard Strauss (Salome, Elektra), Alban Berg (Wozzeck, Lulu) och Carl Orff (Antigonae, Comoedia de Christi Resurrectione).

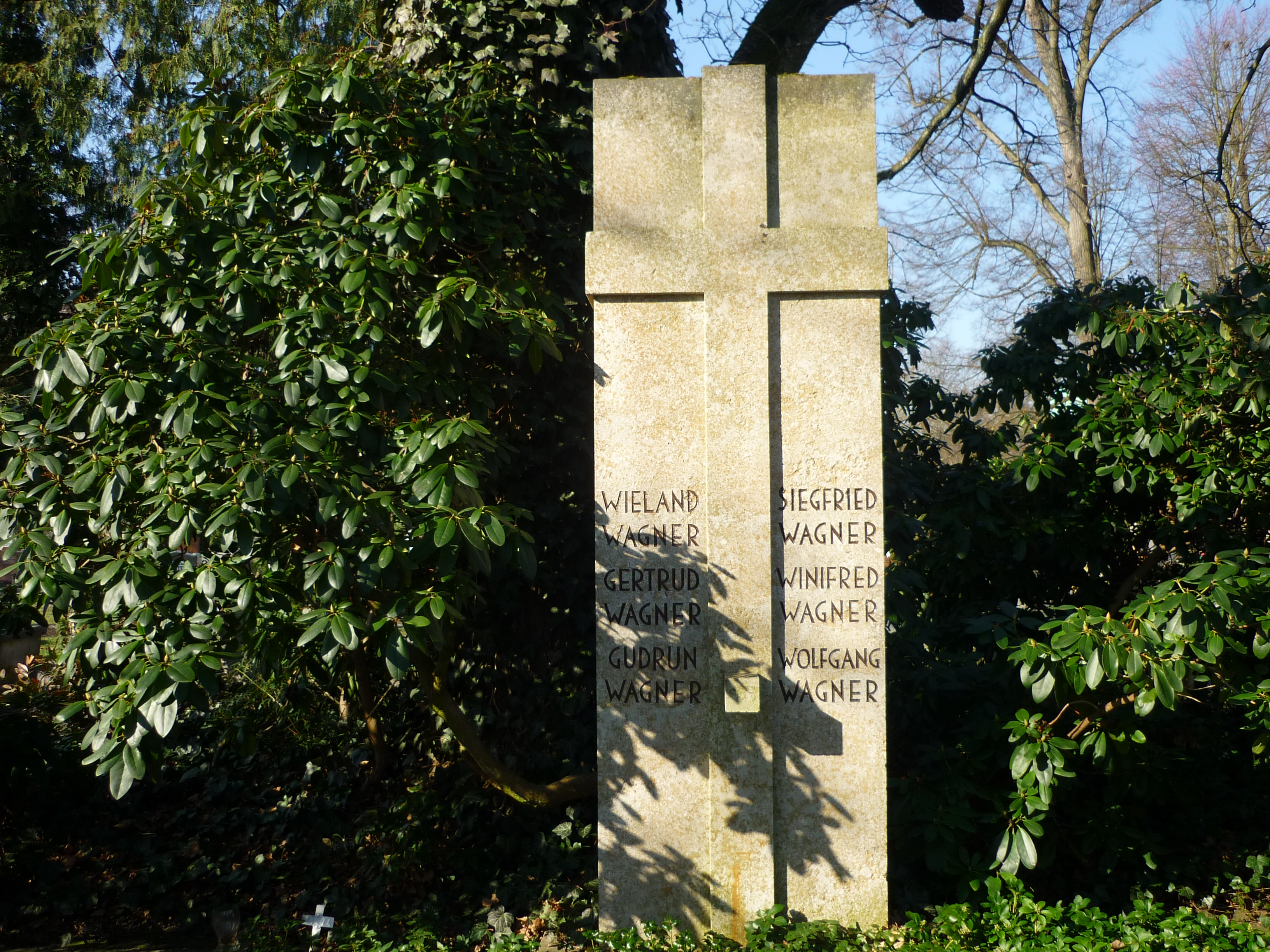
Wieland Wagners grav på kyrkogården i Bayreuth

Hans uppsättning av Fidelio i Stuttgart, vars premiär firades den 14 november 1954 på statsoperan, markerade början på hans arbete i delstatshuvudstaden Baden-Württemberg, som hade ett av de få operahus som inte förstördes under andra världskriget. Därefter följde ytterligare 16 regiverk av honom, som har fått namnet "Vinter Bayreuth". Han har även gästat Hamburgs statsopera, Deutsche Oper Berlin, München, Köln, Frankfurtoperan, Wiener Staatsoper, Teatro di San Carlo i Neapel, Venedig, Turin, Teatro alla Scala i Milano, Rom, De Munt i Bryssel, Liceu i Barcelona, Lausanne, Genève, Paris, Amsterdam, Köpenhamn, London och Edinburgh.
Wielands hustru Gertrud samarbetade med honom för att utveckla hans tolkningar av operorna och utforma sceniska rörelser för solosångare och kör. Hon var utbildad i modern dans och har i Bayreuth-programmen krediterats koreografi för Parsifal, Tannhäuser och Mästersångarna i Nürnberg, men i själva verket assisterade hon honom i alla hans Bayreuth-produktioner och många som han satte upp på andra håll, ibland genom att repetera på egen hand. Detta avslöjades inte förrän efter Wielands död, och Wolfgang Wagner hävdade i sina memoarer att det inte är sant. Men levnadstecknaren Renate Schostack återger många detaljer om detta samarbete, liksom Wielands och Gertruds dotter Nike Wagner.
Hans livs stora kärlek var den tyska sopranen Anja Silja. Endast tjugo år gammal tog hon över som Senta 1960 i Den flygande holländaren när Leonie Rysanek ställde in, och skapade sensation. Välsignad med en stark, smidig, ungdomlig och glänsande röst, och med en extraordinär talang för skådespeleri, förkroppsligade hon Wielands ideal. Hon sjöng Elsa i Lohengrin, Elisabet och Venus i Tannhäuser och Eva i Mästersångarna i Bayreuth. I sina sista produktioner hade Wieland Wagner återigen vänt sig mer till den föreställande designmodellen. Rekonstruerade uppsättningar av Wieland Wagner visades senare på bland annat Metropolitan Opera i New York, San Francisco Opera, Operahuset i Sydney och i Osaka.
Wieland Wagner avled i oktober 1966 vid 49 års ålder av lungcancer och hans bror Wolfgang blev därefter ensam chef för Festspelen i Bayreuth fram till 2008. Hans grav finns på Bayreuths stadskyrkogård i familjen Wagners krypta, där även hans föräldrar, hans hustru, hans svägerska Gudrun Wagner och hans bror Wolfgangs urnor finns.